# 張于陛
張于陛（16世紀—17世紀），字九齒，北直隸真定府棗強縣人，明朝政治人物。

## 生平
張于陛自幼聰敏好學，曾寫下《四書大易解》。萬曆四十三年（1615年）舉順天鄉試，次年（1616年）會試中副榜，授文安教諭，調任鳳陽，陞山東樂陵知縣，修葺城牆、訓練鄉勇，準備好贖罪錢和漕運餘米。樂陵有德臨漕米剩下九百餘兩，前任都按例撥歸己用，他說：「這樣累苦人民，我怎忍心如此貪心。」全數分給解戶；御史訪問某狡猾人，某人自稱是他屬下胥吏，他人勸其指稱某人說的是事實，他說：「犯名非真，我豈不是殺人以取悅他人？」事情揭發後他不獲罪。
之後張于陛以政績以遷官東昌同知，府屬的范縣號稱難治，歷年欠稅未能清還，他代理縣事數個月，積欠頓時還清，豪強更爭先地輸納錢糧，徵收有剩餘就拿來充當學資，讓范縣人感德之；歷署臨清、博平、恩縣、高唐都有惠政，後來因為時事日非辭官回鄉。

## 引用
1. 1 2  民國《棗強縣志·卷五·人物上》：張于陛，字九齒，幼警敏，嚮學矻矻不釋卷，嘗著《四書大易解》，學者宗之。（萬曆）乙卯登賢書，中丙辰會副，秉鐸文安，旋改鳳陽，遷山東樂陵令，時方以修練儲備督責有司，于陛多方圖維，葺舊壘、練鄉勇，凡贖鍰與漕白餘米悉儲以為備；邑有德臨漕米蓆草腳價九百餘金，前令皆循例入己，于陛曰：「是累苦極矣。予何忍貪此。」悉給解戶，直指訪一大猾，訛其名胥吏，或指某以實之，公曰：「犯名非真，吾豈殺人媚人耶？」竟白之得無問。以最遷東昌同知，郡屬范縣稱難治，歷年積逋莫清，邑大豪莫敢問，守土者多以是去官，攝篆數月積逋頓清，大豪尤爭先輸納錢糧，徵收皆同兩學博，有羨金數十即付為修學資，范人德之。歷署臨、博、恩、高皆有惠政，以時事日非解組歸。